# Poyntonophrynus kavangensis
Poyntonophrynus kavangensis es un anfibio anuro de la familia Bufonidae. Anteriormente incluida en el género Bufo.
Se encuentra en Angola, Botsuana, Namibia, Zimbabue, y posiblemente Zambia. Su hábitat natural es la sabana seca, praderas secas tropicales y subtropicales, marismas de agua dulce intermitentes.

## Publicación original
- Poynton & Broadley, 1988: Amphibia Zambesiaca, 4. Bufonidae.  Annals of the Natal Museum, vol. 29, n. 2, p. 447–490 (texto íntegro Archivado el 9 de marzo de 2016 en Wayback Machine.).